# Hauptstraße 76 (Korschenbroich)

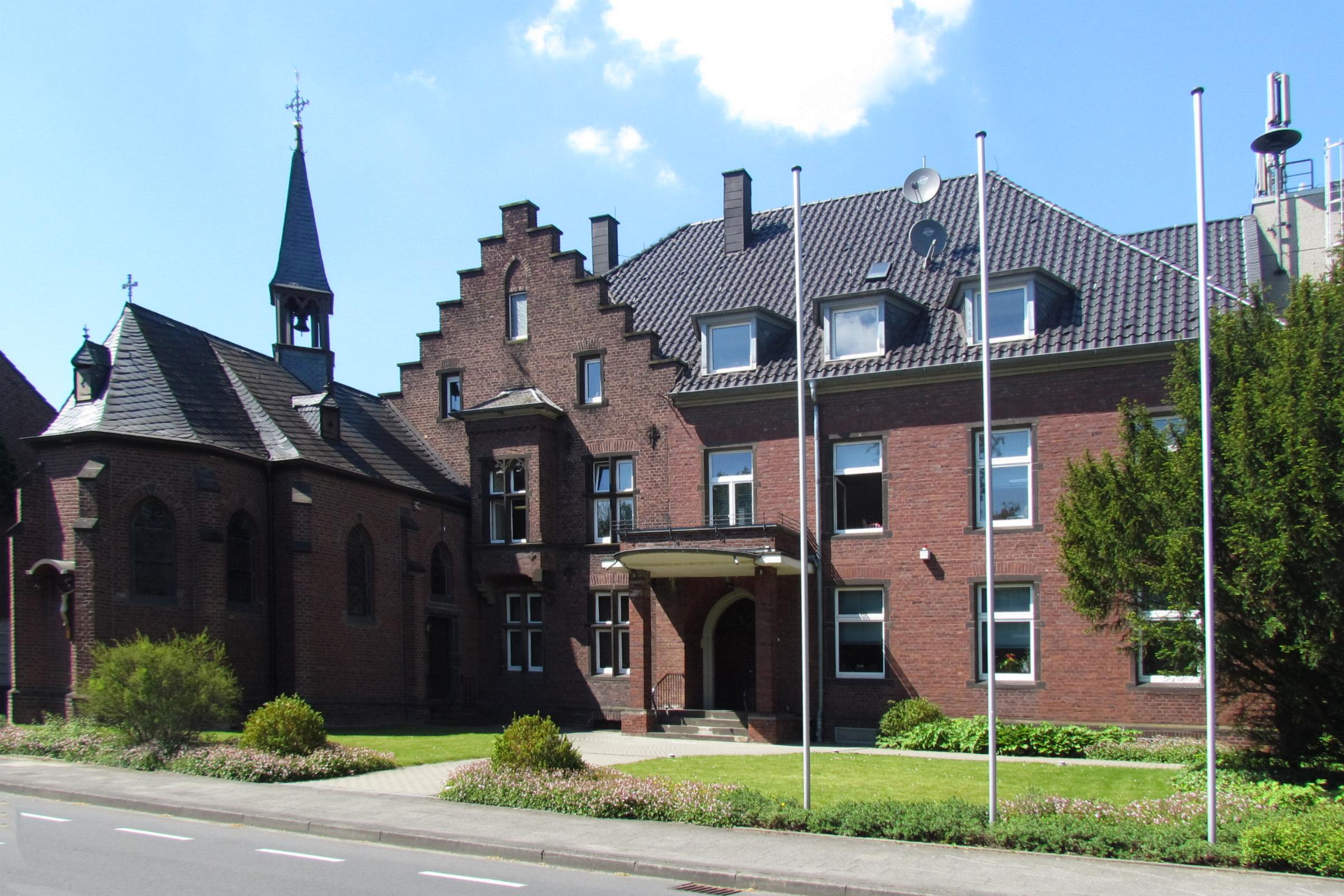
Ehemaliges Krankenhaus

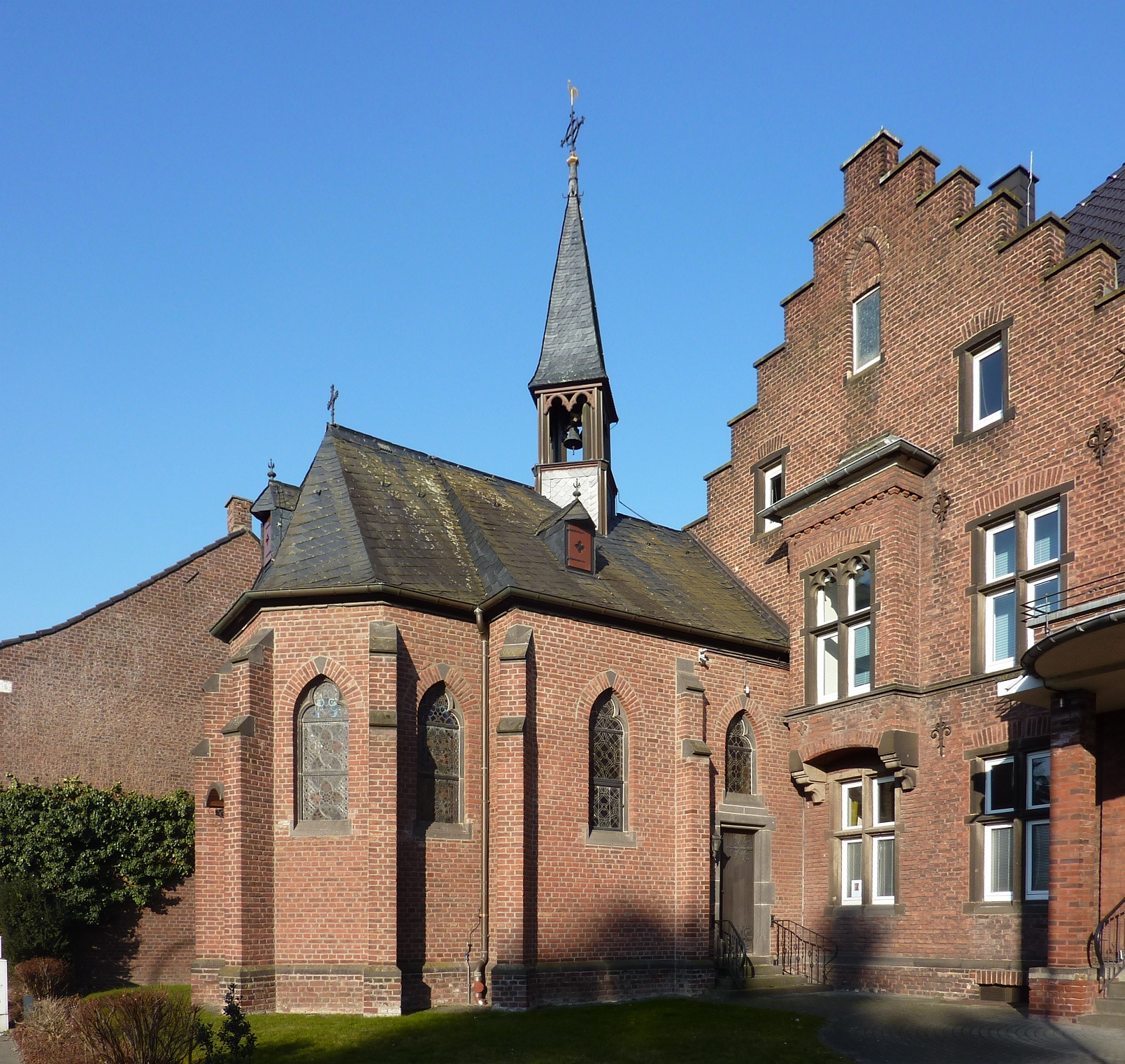
Neugotische Kapelle

Das ehemalige Krankenhaus Hauptstraße 76 steht im Stadtteil Glehn in Korschenbroich im Rhein-Kreis Neuss in Nordrhein-Westfalen.
Das Gebäude wurde 1867 erbaut und unter Nr. 058 am 12. September 1985 in die Liste der Baudenkmäler in Korschenbroich eingetragen.

## Architektur
Es handelt sich um ein zweigeschossiges Bauwerk in sechs Achsen mit vorgezogenem Eingangstrakt und Treppengiebel über der linken Seite. Auf der Rückseite steht ein moderner Anbau. Der Straßenfront vorgelagert steht eine neugotische Backsteinkapelle mit dreiseitigem Chorschluss und hohem Dachreiter. Im rückwärtigen Teil steht ein zweigeschossiger Backsteinwirtschaftstrakt mit Krüppelwalmdach.